# Radio Rim

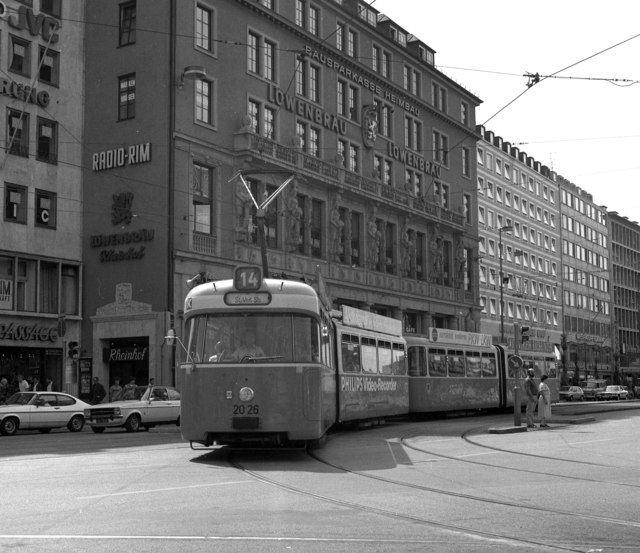
Radio RIM in der Münchner Bayerstraße gegenüber dem Hauptbahnhof, Foto von 1982. Das Geschäft belegte den links über der Straßenbahn gelegenen Eckteil, an dem auch die Beschriftung zu sehen ist.

Radio RIM, eigentlich Radio-Industrie-GmbH München, war ein Versender von Elektronik-Bauteilen und Hersteller elektronischer Baugruppen und Geräte. Die Zentrale, die auch ein Ladengeschäft war, residierte jahrzehntelang gegenüber dem Münchner Hauptbahnhof in der Bayerstraße 25. Die Produkte wurden meist in Bausatz-Form vertrieben, auch per Versand.
Die Firma wurde 1922 unter dem Namen Ezetka-Industrie G.m.b.H. und Radiola-Industrie-GmbH gegründet und 1925 in Radio-Industrie München (RIM) umbenannt. 1991 wurde sie von Conrad Electronic, Hirschau, übernommen. Das sehr verwinkelte, über mehrere Etagen verteilte Stammhaus am Hauptbahnhof wurde in der Folge geschlossen. Das Geschäft hatte mehrere Abteilungen – vor allem die für Elektronik-Geschäfte typische Warenausgabe-Theke mit ein bis zwei Fachberatern, hinter denen sich eine größere Anzahl an Schränken mit tausenden verschiedenen Elektronik-Komponenten wie Widerständen, Transistoren und Kondensatoren befand. Zudem gab es Abteilungen für die hauseigenen Bausätze und daneben für gebrauchte elektronische Baugruppen und Geräte bzw. einschlägige Elektronik-Restposten aller Art, die das Haus zu einer Art großer Fundgrube für Elektro- und Elektronikbastler machten. 
Überregional bekannt war Radio Rim wegen der Elektronikbastel-Jahrbücher, die seit 1925 herausgegeben wurden. Die Jahrbücher waren weit mehr als ein Versandhauskatalog für Bausätze, Fertiggeräte und Bauteile; sie sollten auf „solide fachkompetente Art den Lesern zeitgemäße Elektronik sowohl in technischer Hinsicht wie auch den Markt rund um die Elektronik vermitteln“ (RIM-Jahrbuch 1989). Mit den Bausätzen wurden die Schaltpläne aus dem eigenen Entwicklungslabor veröffentlicht. Das Jahrbuch war für Generationen von Ingenieuren und Hobbyelektronikern Pflichtlektüre.
Bekannte Geräteserien von Radio Rim waren der Organist, ein Mono-Mischverstärker für Beschallungszwecke oder die Mono-Endstufe Gigant. In den 1950er Jahren wurde sogar ein Bausatz für ein Tonbandgerät namens Rimavox produziert.